# ضغط العمل

صورة كرتونية توضح إحدى أشكال ضغط العمل

الإجْهاد المِهنِّي أو ضَّغط العَمل (بالإنجليزية: Occupational Stress)‏ هِي حالة من الإجْهاد والضَّغط النَّفْسي (بالإنجليزية: Stress)‏ ذا الصِّلة بالعمل. الإجهاد المهني غالِبا ما ينبع مِن تراكم المسؤوليات والضغوط التي لا تتماشى مع الشخص أو مهاراتهِ أو توقعاتهِ، مما يعوق قدرتهم على التعامل معها. والإجهاد المهني يمكن أن يزيد عند العُمال اللذين لا يشعرون بالدعم من المُشرفين عليهم أو زملائهم أو يشعُر كَما لو كَان لَديْهم القَليل من السَّيطرة على مُجريات عملهِم.
الإجهاد المهني هو مصدر قلق لكل من الموظفين وأرباب العمل لأن ظروف العمل المجهدة ترتبط برفاهية الموظفين العاطفية، والصحة البدنية، والأداء الوظيفي.

 وجدت دراسة تاريخية أجرتها  منظمة الصحة العالمية ومنظمة العمل الدولية أن التعرض لساعات العمل الطويلة، والتي يُفترض أنها تعمل من خلال زيادة الضغط المهني النفسي والاجتماعي، هو عامل الخطر المهني الذي يتحمل أكبر عبء مرضي، وفقًا لـ هذه التقديرات الرسمية تسببت في وفاة ما يقدر بنحو 745000 عامل بسبب أمراض القلب الإقفارية والسكتة الدماغية في عام 2016.
يهتم عدد من التخصصات في علم النفس بالإجهاد المهني بما في ذلك علم نفس الصحة المهنية،  العوامل البشرية وبيئة العمل، وعلم الأوبئة، والطب المهني، وعلم الاجتماع، وعلم النفس الصناعي والتنظيمي، والهندسة الصناعية.

## العوامل المتعلقة بالنظريات النفسية للضغوط المهنية
لأن الإجهاد ينتج من التفاعلات المعقدة بين نظام كبير من المتغيرات المترابطة، لذا فهناك العديد من النظريات النفسية والنماذج التي تعالج الإجهاد المهني. هناك عدد من النظريات النفسية تشرح جزئيًا على الأقل حدوث الإجهاد المهني. تشمل النظريات نموذج دعم التحكم في الطلب، ونموذج عدم التوازن بين الجهد والمكافأة، ونموذج ملاءمة بيئة الشخص، ونموذج خصائص الوظيفة، ونموذج الإجهاد اللاهوتي، ونموذج موارد متطلبات العمل.
- صراع الأدوار ينطوي على العامل الذي يواجه مطالب غير متوافقة. يتم جذب العمال في اتجاهات متضاربة في محاولة للاستجابة لتلك المطالب.
- يشير غموض الدور إلى الافتقار إلى الوضوح المعلوماتي فيما يتعلق بالواجبات التي يتطلبها دور العامل في المنظمة. مثل تضارب الدور، يعد غموض الدور مصدر توتر.
- يشير التأقلم إلى جهود الفرد إما لمنع حدوث ضغوط أو تخفيف الضيق الذي من المحتمل أن يسببه تأثير هذا العامل. البحث عن قدرة الموظفين على التعامل مع ضغوط مكان العمل المحدد ملتبس ؛ قد يؤدي التأقلم في مكان العمل إلى نتائج عكسية.[8] قدم بيرلين وسولر [9] وجهة النظر القائلة بأنه نظرًا لأن أدوار العمل، على عكس الأدوار المنظمة شخصيًا مثل الوالد والزوج، تميل إلى أن تكون منظمة بشكل غير شخصي، فإن أدوار العمل ليست سياقًا يفضي إلى التعامل الناجح. اقترح بيرلين وسولر أن عدم الشخصية في أماكن العمل قد يؤدي حتى إلى جهود المواجهة المهنية التي تجعل الظروف أسوأ بالنسبة للموظف.
- يشير المناخ التنظيمي إلى تقييم الموظفين الجماعي أو الإجماعي لبيئة العمل التنظيمي.[10] يأخذ المناخ التنظيمي في الاعتبار العديد من أبعاد بيئة العمل (على سبيل المثال، مناخ السلامة، مناخ سوء المعاملة، مناخ العمل والأسرة). يعد الاتصال وأسلوب الإدارة ومدى مشاركة العمال في صنع القرار من العوامل التي تساهم في نوع أو آخر من المناخ التنظيمي.

## الآثار الصحية السلبية وغيرها
يمكن أن يكون للتفاعلات الفسيولوجية مع الإجهاد عواقب على الصحة بمرور الوقت. يدرس الباحثون كيف يؤثر الإجهاد على نظام القلب والأوعية الدموية، وكذلك كيف يمكن أن يؤدي إجهاد العمل إلى ارتفاع ضغط الدم و مرض الشريان التاجي. تميل هذه الأمراض، إلى جانب الأمراض الأخرى التي يسببها الإجهاد، إلى أن تكون شائعة جدًا في أماكن العمل الأمريكية. هناك عدد من التفاعلات الفسيولوجية للتوتر بما في ذلك ما يلي:
- ينقل الدم إلى الدماغ ومجموعات العضلات الكبيرة، وبعيدًا عن الأطراف والجلد.
- يزداد النشاط في منطقة قريبة من جذع الدماغ تُعرف باسم نظام التنشيط الشبكي، مما يتسبب في حالة من اليقظة الشديدة بالإضافة إلى شحذ السمع والرؤية.
- يتم إطلاق الإبينفرين في الدم.
- يتم تنشيط محور HPA.
- هناك نشاط متزايد في الجهاز العصبي الودي.
- مستويات الكورتيزول مرتفعة.
- يتم إطلاق مركبات توفير الطاقة من الجلوكوز والأحماض الدهنية في مجرى الدم.
- يتم تقليل عمل الجهاز المناعي والجهاز الهضمي مؤقتًا.

أظهرت الدراسات وجود علاقة بين الإجهاد المهني و "السلوكيات الخطرة على الصحة". ثبت أن الإجهاد المهني مرتبط بزيادة استهلاك المشروبات الغازية وغيرها من المشروبات غير الصحية بين الرجال وزيادة وزن الجسم.
يمثل الإجهاد المهني أكثر من 10٪ من الادعاءات الصحية المتعلقة بالعمل. تشير العديد من الدراسات إلى أن الوظائف التي تتطلب متطلبات نفسية والتي تتيح للموظفين القليل من التحكم في عملية العمل تزيد من خطر الإصابة بأمراض القلب والأوعية الدموية. تشير الأبحاث إلى أن ضغوط العمل تزيد من خطر الإصابة باضطرابات العضلات والعظام في الظهر والأطراف العلوية. يمكن أن يؤدي الإجهاد في العمل أيضًا إلى زيادة خطر الإصابة بعدوى وخطر وقوع حوادث في العمل.
يمكن أن يؤدي الإجهاد المهني إلى ثلاثة أنواع من الإجهاد: السلوكي (على سبيل المثال، التغيب) والجسدي (مثل الصداع) والنفسي (مثل المزاج المكتئب). تم ربط الإجهاد الوظيفي بمجموعة واسعة من الحالات، بما في ذلك الاضطرابات النفسية (مثل الاكتئاب والقلق واضطراب ما بعد الصدمة) وعدم الرضا الوظيفي والسلوكيات غير القادرة على التكيف (مثل تعاطي المخدرات) وأمراض القلب والأوعية الدموية والاضطرابات العضلية الهيكلية.]
يمكن أن تؤدي ظروف العمل المجهدة أيضًا إلى أداء عمل ضعيف، وسلوك عمل عكسي، و تغيب أعلى، وإصابة. تقلل المستويات العالية المزمنة من ضغوط العمل من جودة حياة العامل وتزيد من تكلفة الفوائد الصحية التي يوفرها صاحب العمل. وجدت دراسة أجريت على سائقي الشاحنات قصيرة المدى أن المستويات العالية من ضغوط العمل مرتبطة بزيادة مخاطر الإصابة المهنية. أظهرت الأبحاث التي أجريت في اليابان زيادة بأكثر من الضعفين في خطر الإصابة بالسكتة الدماغية بين الرجال الذين يعانون من ضغوط وظيفية (مزيج من ارتفاع الطلب على العمل وانخفاض التحكم في الوظيفة). يستخدم اليابانيون مصطلح كاروشي لتعكس الموت من إرهاق.
ترتبط المستويات العالية من التوتر بزيادات كبيرة في استخدام الخدمات الصحية. على سبيل المثال، يُظهر العمال الذين أبلغوا عن تعرضهم لضغط في العمل استخدامًا مفرطًا للرعاية الصحية. في دراسة أجريت عام 1998 على 46000 عامل، كانت تكاليف الرعاية الصحية أعلى بنسبة 50٪ تقريبًا بالنسبة للعمال الذين أبلغوا عن مستويات عالية من الإجهاد مقارنة بالعاملين "منخفضي المخاطر". ارتفعت الزيادة إلى ما يقرب من 150٪، بزيادة قدرها أكثر من 1700 دولار للفرد سنويًا، للعمال الذين أبلغوا عن مستويات عالية من التوتر والاكتئاب. تزداد تكاليف الرعاية الصحية بنسبة 200٪ لدى المصابين بالاكتئاب والضغط المهني العالي. بالإضافة إلى ذلك، تميل فترات العجز بسبب ضغوط العمل إلى أن تكون أطول بكثير من فترات العجز للإصابات والأمراض المهنية الأخرى.
الإجهاد المهني له آثار سلبية على المنظمات وأرباب العمل. يساهم الإجهاد المهني في معدل دوران الموظفين والتغيب عن العمل.

## اَلْجِنْس
في أماكن العمل اليوم، سيواجه كل فرد ضغوطًا مرتبطة بالعمل ويختلف مستوى التوتر من شخص لآخر. ستؤثر الجوانب المختلفة من حياة الشخص على مستويات التوتر من خلال العمل. عند المقارنة بين النساء والرجال، هناك خطر أكبر على النساء لتجربة الإجهاد والقلق وأشكال أخرى من الضغط النفسي استجابة لحياتهن العملية مقارنة بالرجال بسبب التوقعات المجتمعية للمرأة. مثل تحمل المرأة المزيد من المسؤوليات المنزلية، وحقيقة أن المرأة تحصل على أجر أقل مقابل القيام بعمل مماثل للرجل، وأنه يُتوقع من النساء في المجتمع أن يقولن "نعم" لأي طلبات يتم تقديمها إليهن. هذه التوقعات المجتمعية المضافة إلى بيئة العمل يمكن أن تخلق بيئة مرهقة نفسيا للنساء، دون أي ضغوط إضافية من العمل. يقترح  Desmarais و Alksnis تفسيرين للاضطراب النفسي الأكبر للمرأة. أولاً، قد يختلف الجنس في إدراكهم للمشاعر السلبية، مما يجعل النساء أكثر عرضة للتعبير عن التوتر والإبلاغ عنه، في حين أن الرجال أكثر عرضة لإنكار هذه المشاعر وكبحها. ثانيًا، تؤدي مطالب تحقيق التوازن بين العمل والأسرة إلى مزيد من الضغط العام للمرأة الذي يؤدي إلى زيادة الضغط.
تهديد الصورة النمطية هو ظاهرة يمكن أن يكون لها تأثيرات على الجميع، وهي تعتمد بشكل كبير على الموقف الذي يعاني منه الفرد. تتضمن بعض الآليات المقترحة المرتبطة بتهديد الصورة النمطية، على سبيل المثال لا الحصر: القلق، والإدراك السلبي (حيث تركز على تفكير الصورة النمطية)، وانخفاض الحافز، وانخفاض توقعات الأداء (حيث يكون أداءك أسوأ في شيء ما لأن التوقع هو التوقع. هو أنك لن تكون قادرًا على القيام بعمل جيد على أي حال)، وانخفاض سعة الذاكرة العاملة، وما إلى ذلك.
وفقًا لتقرير حديث صادر عن الاتحاد الأوروبي (EU) في الاتحاد الأوروبي والدول المنتسبة، تقلصت فجوة المهارات بين الرجال والنساء في السنوات العشر السابقة لعام 2015. في الاتحاد الأوروبي، عند مقارنتها بالرجال، عادةً ما تنفق النساء ساعات أقل في العمل المأجور، لكن بدلاً من ذلك يقضون ساعات أكثر في العمل غير مدفوع الأجر.

## أسباب الإجهاد المهني
يمكن وضع أسباب الإجهاد المهني في فئة واسعة لما هو الضغط المهني الرئيسي وفئة أكثر تحديدًا لما يسبب الإجهاد المهني. تشمل الفئة الواسعة من الضغوطات المهنية بعضًا مما يلي: ممارسات الإدارة السيئة، ومحتوى الوظيفة ومتطلباتها، ونقص الدعم أو الاستقلالية وغير ذلك الكثير. تشمل الأسباب الأكثر تحديدًا للإجهاد المهني بعضًا مما يلي: العمل لساعات طويلة، وعدم كفاية المهارات اللازمة للوظيفة، والتمييز والتحرش وغير ذلك الكثير.

## الوقاية / التدخل
يمكن أن يكون الجمع بين التغيير التنظيمي وإدارة الإجهاد نهجًا مفيدًا لتخفيف أو منع الإجهاد في العمل. يمكن لكل من المنظمات والموظفين استخدام الاستراتيجيات على المستويين التنظيمي والفردي. بشكل عام، تتضمن استراتيجيات المستوى التنظيمي تعديل إجراءات العمل وبرامج مساعدة الموظفين (EAP). وجد التحليل التلوي للدراسات التجريبية أن التدخلات السلوكية المعرفية، بالمقارنة مع الاسترخاء والتدخلات التنظيمية، قدمت التأثير الأكبر فيما يتعلق بتحسين أعراض العمال للضيق النفسي. وجدت مراجعة منهجية لتقنيات الحد من التوتر بين العاملين في الرعاية الصحية أن التدريب السلوكي المعرفي قلل من الإرهاق العاطفي والشعور بعدم الإنجاز الشخصي.
من الضغوطات المهنية التي يجب معالجتها مشكلة عدم التوازن بين العمل والحياة خارج العمل. كانت دراسة العمل والأسرة والصحة عبارة عن دراسة تدخل على نطاق واسع، والغرض منها هو المساعدة في ضمان أن يحقق الموظفون مقياسًا للتوازن بين العمل والحياة. تضمنت استراتيجيات التدخل تدريب المشرفين على الانخراط في المزيد من السلوكيات الداعمة للأسرة. قدم مكون دراسة آخر للموظفين مع سيطرة متزايدة على وقت ومكان عملهم. أدى التدخل إلى تحسين الحياة المنزلية، وتحسين نوعية النوم، وامتثال أفضل للسلامة، خاصة للموظفين ذوي الأجور الأقل.
تدير العديد من المنظمات الضغوطات المهنية المرتبطة بالصحة والسلامة بطريقة مجزأة ؛ على سبيل المثال، قد يستضيف قسم ما برنامج مساعدة الموظفين بينما يتولى قسم آخر التعرض للمواد الكيميائية السامة. توفر فكرة Total Worker Health (TWH)، التي بدأها المعهد الوطني للسلامة والصحة المهنية (NIOSH)، استراتيجية يتم فيها دمج مستويات مختلفة من نشاط تعزيز صحة العمال بشكل برمجي. تدمج التدخلات من نوع TWH مكونات حماية الصحة وتعزيز الصحة. عادة ما تكون مكونات الحماية الصحية على مستوى الوحدة أو المنظمة، على سبيل المثال، تقليل التعرض للهباء الجوي. تكون مكونات تعزيز الصحة موجهة بشكل أكبر بشكل فردي، بمعنى آخر، موجهة نحو عافية و / أو رفاهية العمال الأفراد، على سبيل المثال، برامج الإقلاع عن التدخين. أشارت مراجعة  لـ 17 تدخلاً من نوع TWH، أي التدخلات التي تدمج مكونات السلامة / الصحة المهنية على المستوى التنظيمي ومكونات تعزيز صحة الموظفين الفردية، إلى أن البرامج المتكاملة يمكن أن تحسن صحة العمال وسلامتهم.
أوصى خبراء من NIOSH  بعدد من الطرق العملية لتقليل الإجهاد المهني. وتشمل ما يلي:
- تأكد من أن عبء العمل يتماشى مع قدرات العاملين ومواردهم.
- تصميم الوظائف لتوفير المعنى والتحفيز والفرص للعمال لاستخدام مهاراتهم.
- حدد بوضوح أدوار ومسؤوليات الموظف.
- لتقليل الإجهاد في مكان العمل، يمكن للمديرين مراقبة عبء العمل الممنوح للموظفين. أيضًا أثناء تدريبهم، يجب عليهم السماح للموظفين بفهم الوعي بالتوتر وإخطارهم بذلك.
- منح الموظف فرصًا للمشاركة في القرارات والإجراءات التي تؤثر على وظائفهم.
- تحسين الاتصالات - تقليل عدم اليقين بشأن التطوير الوظيفي وآفاق العمل المستقبلية.
- توفير فرص للتفاعل الاجتماعي بين الموظفون.
- ضع جداول عمل متوافقة مع المتطلبات والمسؤوليات خارج الوظيفة.
- تقديم أسلوب القيادة التشاركية لإشراك أكبر عدد ممكن من الأشخاص لحل المشكلات المسببة للتوتر.
- تشجيع التوازن بين العمل والحياة من خلال المزايا والسياسات الملائمة للأسرة.

أجرت إحدى شركات التأمين عدة دراسات حول آثار برامج الوقاية من الإجهاد في المستشفيات. تضمنت أنشطة البرنامج (1) تثقيف الموظفين والإدارة حول ضغوط العمل، (2) تغييرات في سياسات وإجراءات المستشفى لتقليل مصادر الإجهاد التنظيمية، و (3) إنشاء برامج مساعدة الموظفين. في إحدى الدراسات، انخفض تكرار الأخطاء الدوائية بنسبة 50٪ بعد تنفيذ أنشطة الوقاية في مستشفى بسعة 700 سرير. في دراسة ثانية، كان هناك انخفاض بنسبة 70٪ في ادعاءات سوء الممارسة في 22 مستشفى نفذت أنشطة الوقاية من الإجهاد. في المقابل، لم يكن هناك انخفاض في المطالبات في مجموعة مطابقة من 22 مستشفى لم تنفذ أنشطة الوقاية من الإجهاد.
هناك دليل على أن العمل عن بعد يمكن أن يقلل من ضغوط العمل. أحد الأسباب هو أنه يوفر للموظفين مزيدًا من التحكم في كيفية إكمال عملهم. أبلغ موظفين عن بعد عن رضا وظيفي أكبر ورغبة أقل في العثور على وظيفة جديدة، وضغط أقل، وتوازن أفضل بين العمل والحياة، وتقييم أداء أعلى من قبل مديريهم.
علامات وأعراض الإجهاد المفرط في العمل
تشمل علامات وأعراض الإجهاد المفرط في العمل والعمل ما يلي:
- قلق
- شد عضلي
- الصداع
- تعب
- التهيج
- عنصر قائمة منقطة

المهن المعنية بالحد من ضغوط العمل
وفقًا لمراكز السيطرة على الأمراض والوقاية منها، فقد جعل علم / نفس الصحة المهنية (OHP) الإجهاد المهني أحد مجالات التركيز البحثية الرئيسية. يسعى علماء نفس الصحة المهنية إلى تقليل الإجهاد المهني من خلال العمل مع الأفراد وتغيير مكان العمل لجعله أقل إرهاقًا. يمتلك علماء النفس الصناعي والتنظيمي أيضًا مهارات تؤثر على الإجهاد المهني (على سبيل المثال، تصميم الوظائف)، ويمكنهم أيضًا المساهمة في تخفيف ضغوط العمل.

## الإجهاد المهني في المملكة المتحد
يقال ما يقدر بنحو 440 ألف شخص في المملكة المتحدة إنهم يعانون من ضغوط مرتبطة بالعمل، مما أدى إلى خسارة ما يقرب من 9.9 مليون يوم عمل من 2014 إلى 2015. وهذا يجعله أحد أهم أسباب ضياع أيام العمل في المملكة المتحدة.
 للحد من انتشار الإجهاد المهني، نشر مسؤول الصحة والسلامة (HSE) معايير الإدارة، والتي تستخدمها أماكن العمل لتقييم مخاطر الإجهاد المرتبط بالعمل. من الأساليب الأخرى المستخدمة من قبل HSE لتقليل الإجهاد المهني في المملكة المتحدة "الحفاظ على ملف الإنفاذ وتعزيزه على اعتلال الصحة المرتبطة بالعمل لتسليط الضوء على عواقب الفشل، ومحاسبة المسؤولين".

## الإجهاد المهني في الولاياتالمتحدة
تقدر إدارة السلامة والصحة المهنية (OSHA) أن 83٪ من العمال الأمريكيين يعانون من ضغوط مرتبطة بالعمل، حيث أفاد 65٪ من العمال الأمريكيين أن العمل كان "مصدرًا مهمًا جدًا أو مهمًا إلى حد ما للتوتر في كل عام من 2019-2021 ."
 يقدر أن 120,000 حالة وفاة سنويًا ناتجة عن الإجهاد المهني في الولايات المتحدة.
 تم إنشاء عدد من البرامج للبحث وتنفيذ التدخلات للحد من الإجهاد المهني من قبل الوكالات الحكومية الأمريكية، مثل المعهد الوطني للسلامة والصحة المهنية (NIOSH) و OSHA، بما في ذلك برنامج تصميم العمل الصحي والرفاهية عبر القطاعات.

## الإجهاد المهني في اليابان
عبر 12 صناعة، أظهر 10.2 - 27.6٪ من الموظفين اليابانيين مستويات شديدة من الإجهاد المهني. يؤدي الانتشار المرتفع للضغوط المهنية الشديدة بين العمال في اليابان إلى خسارة مئات الآلاف في رأس المال البشري لكل موظف طوال حياتهم المهنية. يشير المصطلح الياباني "كاروشي" إلى "الموت الزائد عن العمل"، وهي حالة يكون فيها الموت المفاجئ ناتجًا عن عامل متعلق بمهنة، مثل الإجهاد المهني. تزايدت المخاوف بشأن الإجهاد المهني في اليابان على مر السنين، بسبب عوامل مجتمعية مثل ساعات العمل الطويلة. تتم معالجة هذه المخاوف من خلال عدد من البرامج الوطنية مثل برنامج فحص الإجهاد الذي فرضته الحكومة، والذي يتطلب من جميع الشركات التي تضم أكثر من 50 موظفًا تقييم ضغط موظفيها مرة واحدة على الأقل سنويًا.

## الإجهاد المهني في جنوب إفريقيا
في جنوب إفريقيا، أكثر من 40٪ من جميع الأمراض المرتبطة بالعمل ناتجة عن الإجهاد المهني، مما يؤدي إلى خسارة مليارات الراند سنويًا. بينما يتزايد الضغط المهني على مستوى العالم، كانت دول إفريقيا جنوب الصحراء من بين أكثر المناطق تضررًا في العالم.
 وضع قانون الصحة والسلامة المهنية لعام 1993 سياسة قانونية لتشجيع صحة العمال في جنوب إفريقيا، لكنه تضمن إجراءات قليلة لإدارة الإجهاد بين عمال جنوب إفريقيا. تساهم ساعات العمل الطويلة وعدم القدرة على التحكم في أوضاع العمل في ارتفاع معدلات الإجهاد المهني بين العديد من مواطني جنوب إفريقيا الذين يعملون في مهن البناء والعمالة.